# Escola d'Indústries Tèxtils
L'Escola de Directors d'Indústries Tèxtils fou una institució d'ensenyament tecnoindustrial creada per la Mancomunitat de Catalunya el 1909, essent la primera de les diverses escoles que s'ubicaren a la Universitat Industrial. S'hi formaven contramestres, encarregats, teòrics i empleats de les fàbriques de teixits i per ajudants i encarregats de filatures. Tingué molt bona acceptació, ja que passà dels 33 alumnes el curs 1913-14 a 112 el curs 1922-23.